# برایان هاو (خواننده)
برایان هاو (انگلیسی: Brian Howe ( زاده ۲۲ ژوئیهٔ ۱۹۵۳ – درگذشته ۶ مه ۲۰۲۰) خواننده-ترانه‌پرداز، موسیقی‌دان اهل بریتانیا بود.
از فیلم‌ها یا برنامه‌های تلویزیونی که وی در آن نقش داشته‌است می‌توان به  گرن تورینو، در جستجوی خوشبختی اشاره کرد.